# Neuilly-sur-Eure
Neuilly-sur-Eure foi uma comuna francesa na região administrativa da Normandia, no departamento Orne. Estendia-se por uma área de 21,32 km². Em 2010 a comuna tinha 592 habitantes (densidade: 27,8 hab./km²).
Em 1 de janeiro de 2016, passou a formar parte da nova comuna de Longny les Villages.